# IC 1576
IC 1576 ist eine Spiralgalaxie vom Hubble-Typ Sbc im Sternbild Sculptor am Südsternhimmel. Sie ist schätzungsweise 725 Mio. Lichtjahre von der Milchstraße entfernt und hat einen Durchmesser von etwa 150.000 Lj.
Im selben Himmelsareal befinden sich u. a. die Galaxien NGC 253, IC 1578, IC 1581, IC 1582.
Das Objekt wurde am 3. November 1898 von DeLisle Stewart entdeckt.